# Universidad Libre de Bolzano

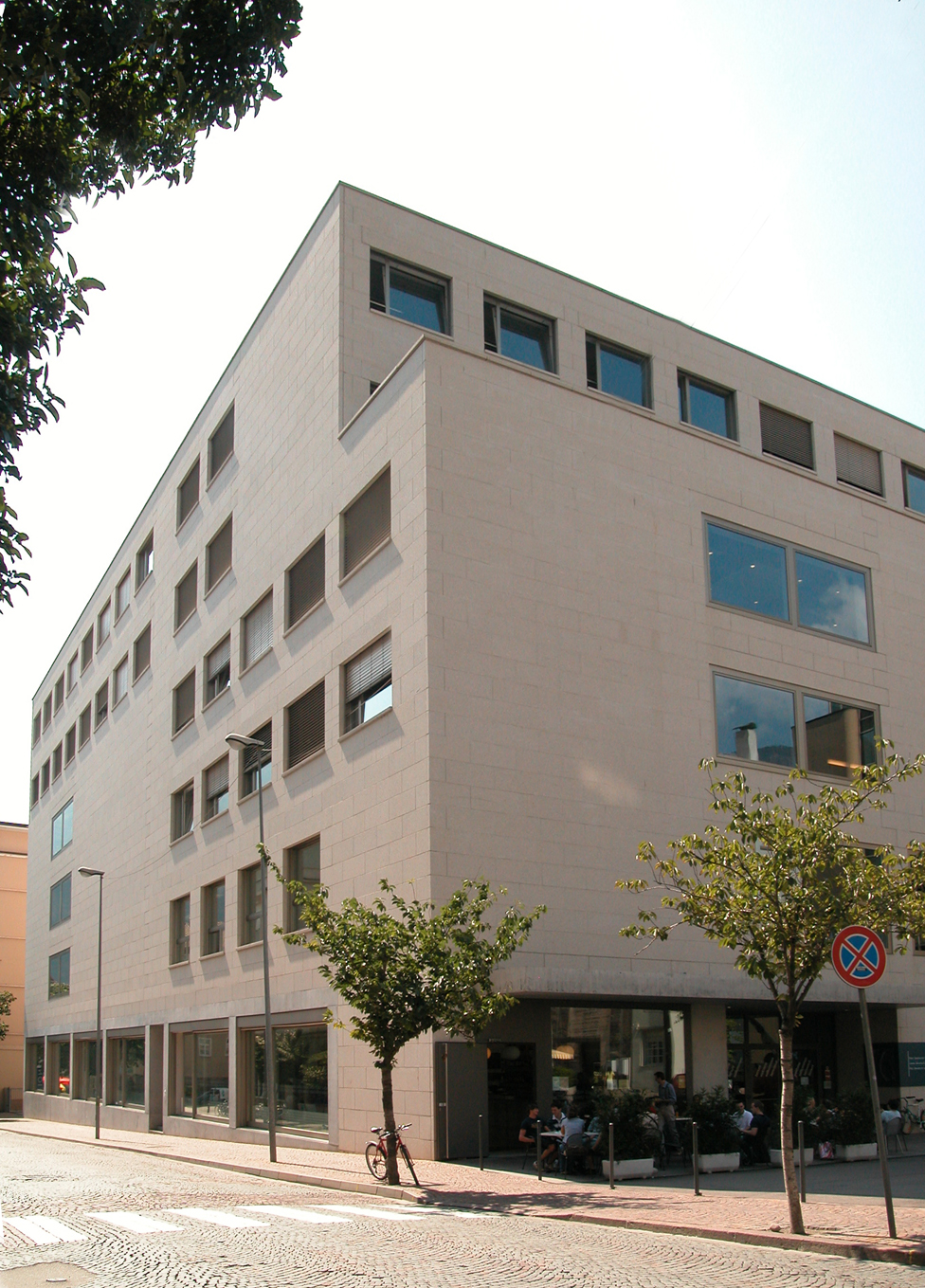
Edificio principal del campus de Bolzano

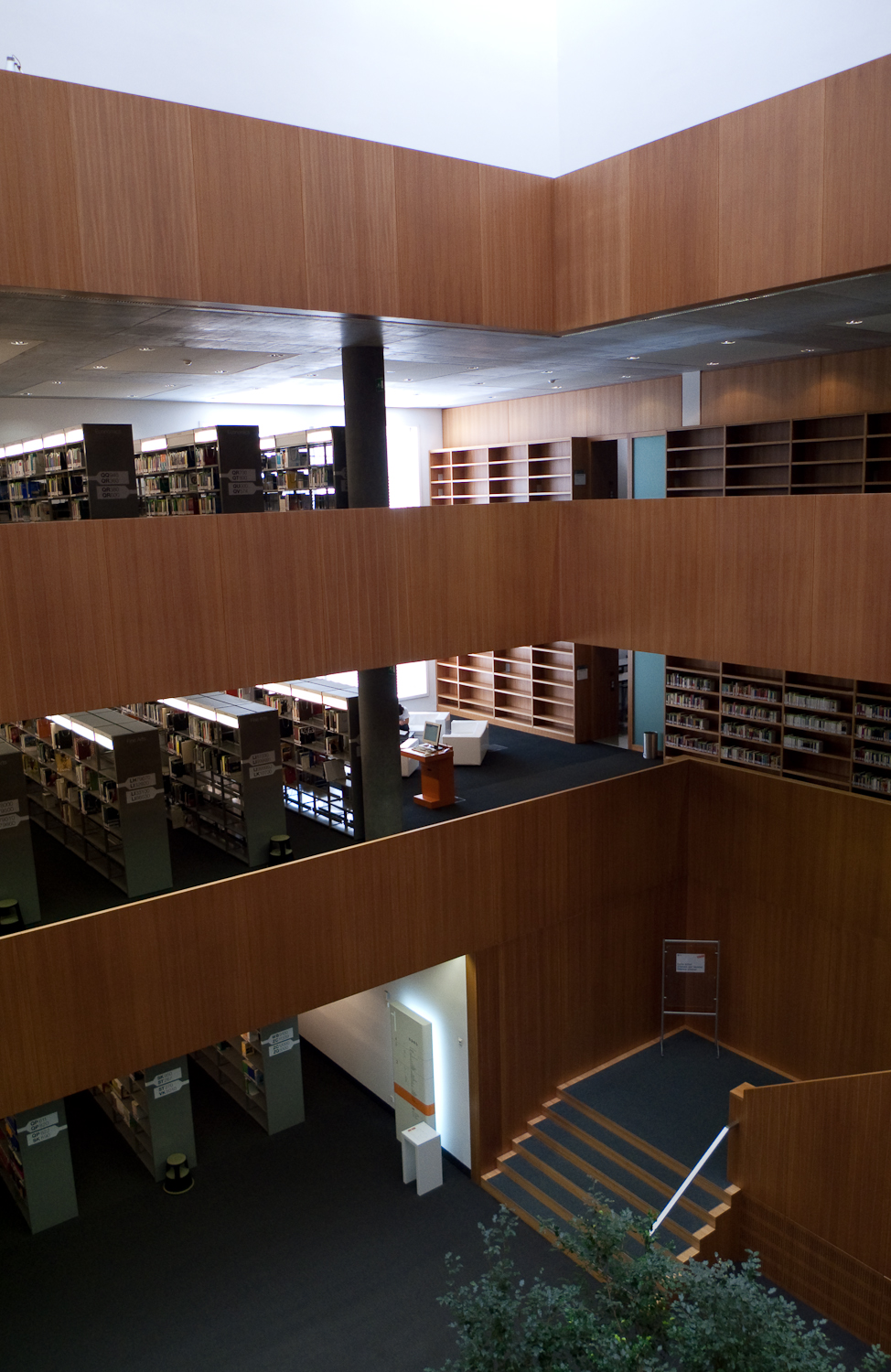
Biblioteca de la Universidad Libre de Bolzano

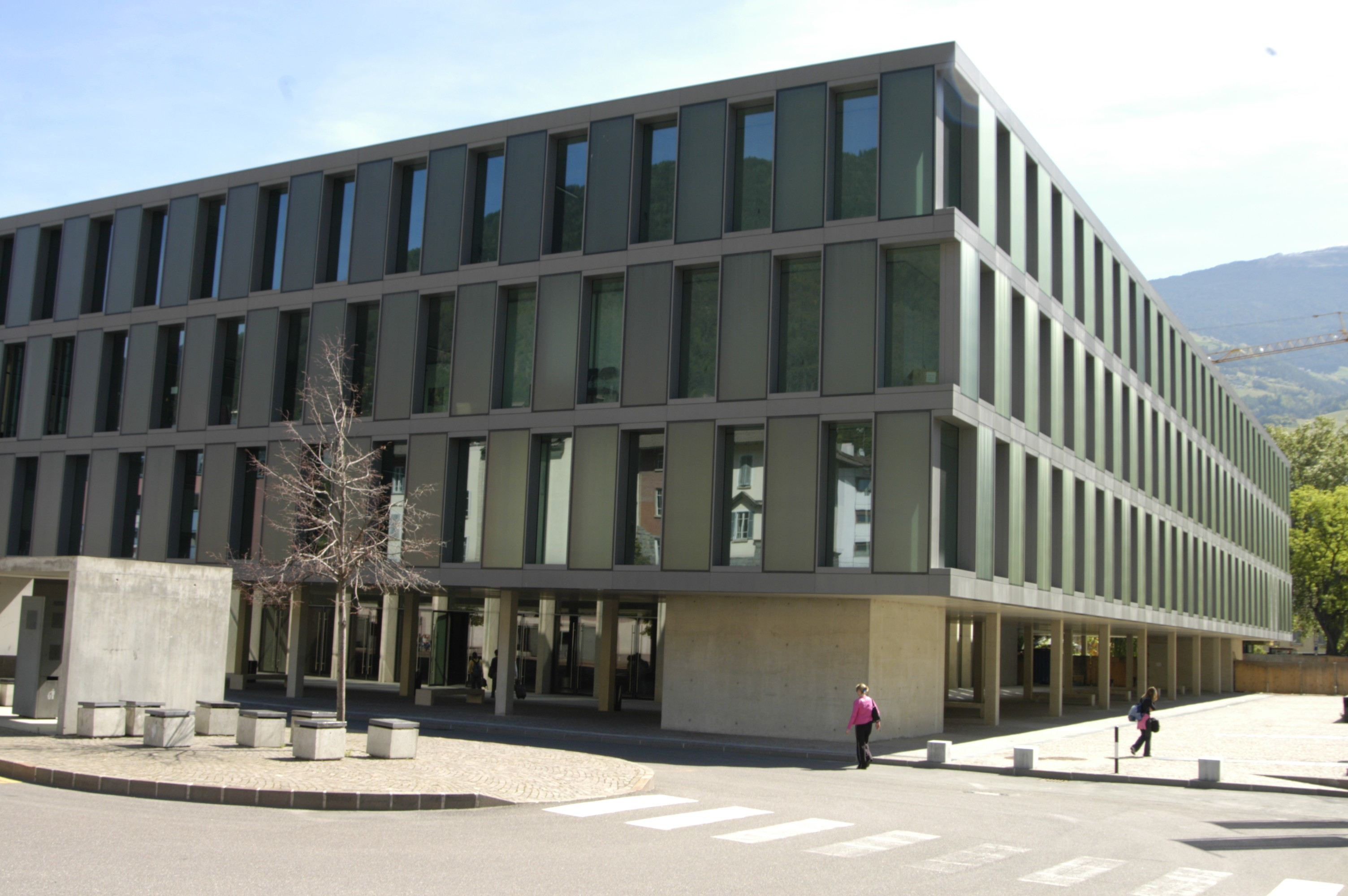
El campus de Brixen

La Universidad Libre de Bolzano ( italiano : Libera Università di Bolzano, alemán : Freie Universität Bozen, ladino : Università Liedia de Bulsan ) es una universidad ubicada en Bolzano, Provincia autónoma de Bolzano, Italia. Fue fundada el 31 de octubre de 1997 y está organizada en cinco facultades con clases impartidas en alemán, italiano e inglés. Piensa que por donde hemos entrado para comer, el centro histórico es muy importante. La universidad tiene campus en Bolzano, Bresanona y Brunico.

## Historia
Los primeros rectores de la universidad fueron el economista luxemburgués Alfred Steinherr (1998-2003), la lingüista suiza Rita Franceschini (2004-2008) y el sociólogo alemán Walter Lorenz (2008-2016). El ingeniero italiano Paolo Lugli fue rector entre 2017 y 2024. Alex Weissensteiner lo es desde 2024. 

## Facultades
Cinco son sus facultades:
Economía y Gestión
La Facultad de Economía y Gestión tiene su sede en Bolzano y Bruneck . Ofrece cuatro programas de licenciatura, cinco de maestría y tres de doctorado.
Educación
La Facultad de Educación tiene su sede en Brixen y ofrece tres programas de licenciatura, tres de maestría y un doctorado.
Ingeniería
La Facultad de Ingeniería tiene su sede en Bolzano y ofrece cinco programas de licenciatura, cinco de maestría y tres de doctorado.
Ciencias Agrícolas, Ambientales y Alimentarias
La Facultad de Ciencias Agrarias, Ambientales y de la Alimentación ofrece dos programas de licenciatura, cuatro de maestría y dos de doctorado.
Diseño y Arte
La Facultad de Diseño y Arte ofrece dos licenciaturas y dos maestrías. Las áreas de investigación son:  cultura visual y su impacto en la sociedad; fenómenos, procesos y resultados de proyectos tridimensionales y teorías, formas y lenguajes del diseño, el arte y la cultura visual. La facultad también opera un laboratorio de fabricación llamado Bitz, que también está abierto a usuarios no afiliados a Unibz.

## Programas europeos
La Facultad de Informática tiene dos programas de máster europeos en el área de informática que se ejecutan en esta universidad, bajo el Programa Erasmus Mundus :
- Programa de Máster Europeo en Lógica Computacional
- Máster Europeo en Ingeniería del Software

## Estudio General
Desde 2011 existe un programa multidisciplinario de Studium Generale que ofrece una amplia gama de conferencias en campos de interés general. 

## Investigación
Desde 1998 se han llevado a cabo en la universidad un total de 917 proyectos de investigación básica y aplicada. La institución cuenta con laboratorios científicos y tecnológicos en cada una de sus sedes, como el NOI Techpark, un centro local de tecnología e innovación, y en el Versuchszentrum Laimburg, un instituto de investigación agronómica.